# Ornice
Ornice falu Horvátországban Lika-Zengg megyében. Közigazgatásilag Gospićhoz tartozik.

## Fekvése
Gospićtól 7 km-re délkeletre a Likai karsztmezőn, a Gospićot Gračaccal összekötő 50-es számú úttól délre fekszik.

## Története
A település a török kiűzése után keletkezett amikor Bukovica környékéről érkezett pravoszláv vlahok települtek ide. A letelepedés fejében határőrszolgálatot láttak el. Közigazgatásilag a ribniki századparancsnokság alá, egyházilag a divoseloi parókiához tartoztak. A falu lakosságát hivatalosan csak 1890-től számlálták önállóan, addig Divoselo része volt. 1890-ben 159, 1910-ben 146 lakosa volt. A trianoni békeszerződés előtt Lika-Korbava vármegye Gospići járásához tartozott. Ezt követően előbb a Szerb-Horvát-Szlovén Királyság, majd Jugoszlávia része lett. 1941. augusztus 5-én az usztasák egy nap alatt Divoselo, Lički Citluk és Ornice összesen 907 szerb polgárát mészárolták le. A mit sem sejtő embereket Kruškovacra hívták össze. A mészárlásról egyetlen túlélője egy 12 éves gyermek számolt be, akiben az élmény kitörölhetetlen nyomokat hagyott. A rémképek egész életén át elkísérték. Az áldozatok emlékére a szomszédos Divoseloban emlékmúzeumot építettek. 1991-ben lakosságának 91 százaléka szerb nemzetiségű volt. A honvédő háború során a szerb erők innen támadták a közeli Gospić városát. 1993 szeptemberében a horvátok ellencsapásakor Divoselót, Citlukot és Ornicét teljesen lerombolták. A falvak lakossága elmenekült és legnagyobb részük sohasem tért vissza. A falunak 2011-ben mindössze 6 lakosa volt.

## Lakosság
| Lakosság változása | Lakosság változása | Lakosság változása | Lakosság változása | Lakosság változása | Lakosság változása | Lakosság változása | Lakosság változása | Lakosság változása | Lakosság változása | Lakosság változása | Lakosság változása | Lakosság változása | Lakosság változása | Lakosság változása | Lakosság változása |
| ------------------ | ------------------ | ------------------ | ------------------ | ------------------ | ------------------ | ------------------ | ------------------ | ------------------ | ------------------ | ------------------ | ------------------ | ------------------ | ------------------ | ------------------ | ------------------ |
| 1857               | 1869               | 1880               | 1890               | 1900               | 1910               | 1921               | 1931               | 1948               | 1953               | 1961               | 1971               | 1981               | 1991               | 2001               | 2011               |
| 0                  | 0                  | 0                  | 159                | 167                | 146                | 155                | 164                | 96                 | 100                | 85                 | 71                 | 54                 | 55                 | 0                  | 6                  |

(1857 és 1880 között lakosságát a szomszédos Divoselóhoz számították.)